# Flickingeria dahlemensis
Flickingeria dahlemensis là một loài thực vật có hoa trong họ Lan. Loài này được (Schltr.) J.B.Comber mô tả khoa học đầu tiên năm 2001.